# Phare de La Guía
Le phare de La Guía est un phare situé à La Guía, au nord-est de commune de Vigo, sur la rive sud de la Ría de Vigo dans la province de Pontevedra (Galice en Espagne).
Il est géré par l'autorité portuaire de Vigo .

## Histoire
Le premier phare a été mis en service en 1844 pour guider la navigation dans la Ría de Vigo. Il fut l'un des premiers phares à être construit en Galice avec la Tour d'Hercule
Le phare actuel a été érigé en 1914, près de la première tour. C'est une tour cylindrique, avec galerie et lanterne, peint en blanc. C'est un feu à occultations émettant trois éclats blancs toutes les 20 secondes.A une hauteur focale de 37 m le feu est visible jusqu'à 28 km.
Identifiant : ARLHS : SPA172 ; ES-05010 - Amirauté : D1901 - NGA : 3012.

### Lien connexe
- Liste des phares d'Espagne